# 藤村哲哉
藤村 哲哉（ふじむら てつや、1953年2月6日 - ）は、日本の実業家。ギャガ・コミュニケーションズ（現・ギャガ）創業者、元代表取締役社長。現「フィロソフィア・エンタテインメント・アライアンス」社長。広島県広島市中区出身。

## 経歴
父親は戦中、勤務先の三菱重工業広島造船所内で被爆。広島市立白島小学校5年12歳まで広島市にいて、喘息の持病のため、母方の実家のある尾道市に引越し山寺で療養しながら育つ。尾道北高校を経て一浪後、1976年慶應義塾大学法学部卒業。母親の希望で地元の東洋工業（マツダ）に就職を予定し、東洋工業の松田耕平社長も慶應義塾大学OBで常任理事だった関係で九分通り入社できる予定であったが、突然のオイルショックで新卒採用が中止される。当時下り坂だった赤井電機に入社し貿易部門に5年間勤務、カダフィ大佐支配の動乱のリビアでの代金回収など、中近東、欧州市場を担当した。しかし病気の発症で度々会社を休む。1981年、28歳の時、仕事を通じての知り合いにスカウトされサウジ資本のベンチャーキャピタル・「ジャミール・エス・アイ」入社、貿易部門の責任者となる。ベンチャー企業に投資を行うこの仕事に携わり、自身も猛烈な起業への意欲が湧く。1984年同社退職後、映像ソフト輸入会社「ヒップ・テラン」を設立した後、1986年「ギャガ・コミュニケーションズ」を設立した。社名は前会社の最後のヨーロッパ出張中、ホテルのベッドに寝転がって、個性ある名前はないかと、コンサイス英和辞典をぱらぱら見て決めた。"G"という語感が好きで、"G"で始まるのを見ていると、"GAGA"=「ミーハーな映画ファン」と出ていて「これだー」と思わずベッドから起き上がったという。ところが大きな辞書には載っておらず、ハリウッドにフィルム買い付けに行くと誰も「ギャガ」と発音してくれず「ガガ」と言って、みんな最初は笑う。「ガガ」は「変人」の意味があって面白がられ、みんな名前をすぐ覚えてくれて良い作品を売ってくれたり商談に役立った。ビデオデッキやレンタルビデオ店の登場で、ビデオ用ソフトが絶対に当たると読み、映画の旧作や日本未公開のマイナー作品のビデオ化権を片っ端から買い付け、圏内ビデオメーカーに売り捌く、というビデオの版権ビジネスを起こし、ホームビデオに映画を流通させる仕組みを日本で最初に構築した。それまで、日本における映画の配給は、邦画の全国規模の劇場公開チェーンを実質的に独占する東宝、松竹、東映に日本ヘラルドを加えた四社体制が続き、彼らは映画配給の王道はロードショー（劇場公開）と考えていて、こうした事業には関心を示さなかった。当時は外国映画の日本国内でのビデオ化権を買い付けるという仕事をする人もなく、藤村自らが外国の映画祭に行き、洋画ビデオ化権を買い漁った。特にB級にも及ばないZ級アクションホラーを大量に購入、予告編を次から次に見て、血しぶきが多いと"これは買い"と即決したという。あまりにも多くの作品を買い付けたため、契約書にサインしていると腱鞘炎になりそうだったという逸話も残る。世界的規模でのビデオデッキの普及で、手に入れた洋画のビデオ化版権を流行し始めたレンタルビデオ・ショップを通じて流通させるという全く新しいビジネス・システムを構築し、洋画の流通に新たな市場を開拓した。
予想通りレンタルビデオ市場の急速な拡大で業績を伸ばし、翌年1987年からは映画配給事業に本格参入。大きな障害となったのが劇場のブッキング。映画館と映画配給会社とは古くから強固なフィルムの貸借契約があり、新規の会社は実績がないので、悪い時期に悪い劇場しかもらえない。藤村は配収予想をITを使って行うなど、新しいやり方を古い業界に持ち込む。また藤村と慶応の同窓だったヒューマックスの社長のサポートなどを得て、外部参入が非常に難しかった映画配給という分野に進出を果たした。1988年、ドキュメンタリー映画『マザー・テレサ』で初めて全国劇場ロードショーを手がけた。また他社との共同買い付け方式などを取り入れ1995年、無名のインディペンデント系製作会社と、これまた当時は無名のコメディアン俳優・ジム・キャリー主演の『マスク』を配給すると18億円を記録する大ヒット。本作をきっかけにジム・キャリーはスターダムにのし上がり、ギャガは大手配給会社の仲間入りを果たした。翌1996年には、ブラッド・ピット主演の『セブン』、その後『ビーン』(1997年)、『オール・アバウト・マイ・マザー』(1999年)、『少林サッカー』(2002年)などを大ヒットさせた。またハリウッドのメジャー製作会社の手がけた『グリーンマイル』(1999年)、『ハンニバル』、『シカゴ』(2002年)なども手がけ業績を拡大させた。1996年には松竹富士、東宝東和、東映、アメリカのメジャーな配給会社との競争の中で、配給シェアで第3位を記録し、映画配給におけるメジャーな「独立系」企業としての地位を確立した。初年度1986年の売上げ1億5000万から2001年には売上げ200億を超すまでとなった。配給事業のみならず、ビデオソフトのジャケット、ポスター、パンフレットの制作・宣伝、1987年にはビデオソフト専門誌を創刊した他、フル3DCG映画などデジタルシネマの製作やDLP方式で映画を公開するなど、デジタル放送事業、マルチメディア、ブロードバンド事業にも業態を拡げた。また、カルチュア・コンビニエンス・クラブ（CCC）と映像作品の共同プロモーションで提携したり、業界として初めてコンビニエンスストア「サンクス」での前売り券販売など、ビデオを媒体とした映画流通システムを創造した。2001年ナスダック･ジャパン市場（現・ヘラクレス）へ上場。2002年「ギャガ・クロスメディア・マーケティング」代表取締役会長、同年ギャガ・コミュニケーションズ代表取締役最高経営責任者（CEO）。キネマ旬報社を子会社化。2002年は劇場配給作品数で業界トップに。2002年9月期の売上高は234億円（連結）。また外国映画輸入配給協会理事、日本映画海外普及協会評議員、日活取締役などの役職を務め、バブル以降のベンチャービジネス・起業ブームの先駆とも言われ、週刊誌や経済誌にも盛んに取り上げられて、この頃は映画興行自体が不振だった時代でもあり「日本の興行界を救えるか」であるとか「映画業界のトップになるのでは」などと持ち上げられたが、やはり本業の映画配給で躓いた。
映画の配給権は完成前から青田買いすることが多く大きなリスクも伴う。最盛期には年間350本もの映画を買い付けていたといわれるが、2004年多額の宣伝費をかけた『ヴァン・ヘルシング』などの興行失敗で大赤字を計上、同年責任を取り株主総会でCEOを辞任。1990年代初頭に国際音楽見本市（MIDEM）で知り合い、社外取締役に引き込んでいた依田巽に再建を頼み、2005年1月、「ギャガ・コミュニケーションズ」は「USEN」の子会社となり、同11月、藤村は「ギャガ・コミュニケーションズ」を退任した。
ギャガの失敗は、もちろんハズレ映画を引いた事もあるが、藤村でも読めなかった日本映画の復興もあると思われ、同時に自らが活性化に関与した外国映画の不振と共に無念の降板となってしまった。
2006年12月、依田巽らと新会社・「フィロソフィア・エンタテインメント・アライアンス」を設立。事業内容はギャガと大きく異なり、日本IP(Intellectual Property= 原作となる漫画、アニメやゲームなどの知的所有権)を世界に発信するメディアビジネスの再興を目指す。国内外のエンタテイメント業界の有力企業の国際映画・映像ビジネスのコンサルタントを引き受けると同時に、日本のIPをもとにしたハリウッドでの映画製作を手がけ、漫画を基にした初のハリウッド大作である「ゴースト・イン・ザ・シェル」のエグゼクティブ・プロデューサーを務める。また、オリジナルアニメ「カウボーイビバップ」を基にしたネットフリックスの同名実写シリーズ、さらに漫画を基にした初の世界的大ヒットを記録した、ネットフリックスの実写版「ONE PIECE」のエグゼクティブ・プロデューサーも務める。

## 著書
- 電脳武装、自著、ダイヤモンド社（1996年7月）
- フツーのボクが起業家になれた!!、自著、徳間書店（1996年9月）

## 作品
- 自社製作作品
- フィロソフィア・エンタテインメント・アライアンス